# 除湿機

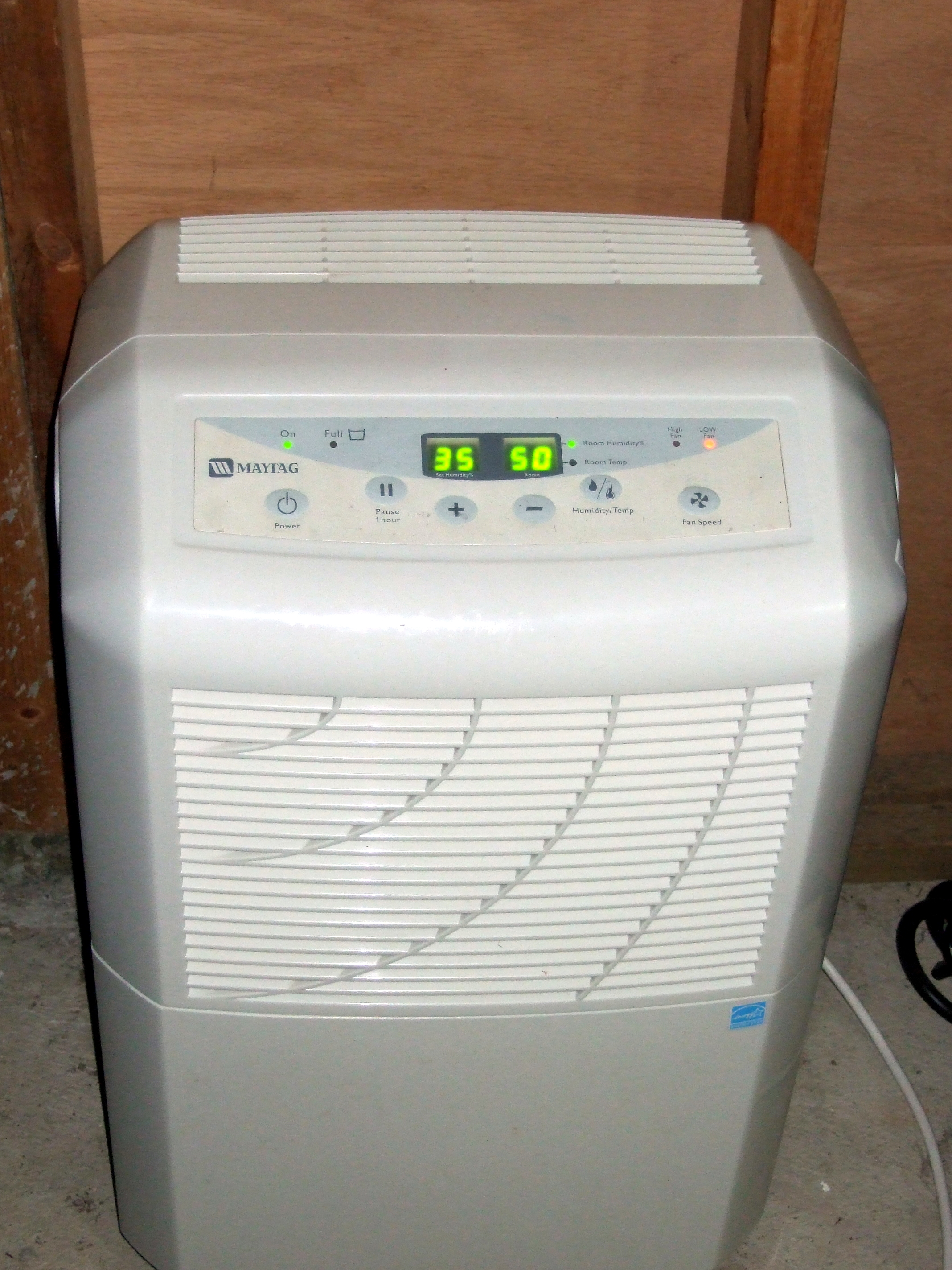
除湿機

除湿機（じょしつき）とは、室内気の減湿に使用される空気調和設備である。多湿時に汗が乾きにくいために人間が感じ取る不快指数を下げるために使用される。また、衣類の乾燥や乾燥圧縮空気の供給にも使用される。
冷却コイルを使用するタイプや化学的な吸湿作用を利用するタイプなどがある。
温度が下がると誤解されることがあるが、熱を外部に放散しない限り、温度は上昇する。
なお、加湿機能を併せもったものは湿度調和機と呼ぶ（冷暖房機能まで併せもっている場合にはエアコンに分類される）。

## 冷却方式
冷凍機により露点温度以下に冷却することにより除湿を行うものである。
室内で使用した場合、熱を室外に放出しない限り冷凍機の入力エネルギー+潜熱分だけ室温は上昇する。露点5℃程度まで使用可能である。
直膨コイル方式
冷凍機の冷媒を冷却コイルで蒸発させ冷却するもの。
ブライン間接冷却方式
冷媒でブラインを冷却し、ブラインで空気を冷却するもの。
冷水エアワッシャ方式
冷媒で冷水を作り、冷水を空気と混合することにより冷却するもの。

## 圧縮方式
圧縮方式は、圧縮機で空気を圧縮することにより除湿を行うものである。
圧縮冷却方式
等温度圧縮を行うことにより、相対湿度を上昇させ水分を凝縮させるもの。露点-20℃程度まで使用可能である。
透過膜方式
空気を圧縮し、水蒸気を透過膜で分離するもの。露点-40℃程度まで使用可能である。

## 吸着方式
吸着方式は、水分を吸着しやすい固体に空気を通過させることにより除湿を行う。吸着能力の低下した物質は温度を上げた空気によって乾燥させることにより再生を行う。熱源として低温排熱の利用が可能である。露点-70℃程度まで使用可能である。
吸着塔式
吸着剤を充填した塔2つを吸着・再生を切替ながら使用するもの。
ハニカムローター回転式
吸着性のローターを回転させ吸湿・再生を繰り返すもの。（スウェーデンのカール・ムンタース博士の発明）

## 吸収方式
吸収方式は、水分を吸収しやすい液体に空気を接触させることにより除湿を行う。濃度の低下した溶液は温度を上げ濃縮させることにより再生を行う。熱源として排熱の利用が可能である。露点-20℃程度まで使用可能である。
湿式吸収式
吸収液を空気中に噴霧することによって除湿を行うもの。
湿式ハニカムローター回転式
吸湿性の強い液体を含ませたローターを回転させ吸湿・濃縮を繰り返すもの。

## クローマーサイクル
冷却方式と吸着方式を組み合わせた方式。
これにより冷却方式に比べ顕熱より潜熱の変化が大きくなり、除湿能力が強化される。

## 方式の比較
|            | 冷却方式 | 圧縮方式 | 吸着方式      | 吸収方式      |
| ---------- | -------- | -------- | ------------- | ------------- |
| 得意な室温 | 高温     | 低温     | 低温          | 低温          |
| 室温の上昇 | 小さい   | 小さい   | 大きい/小さい | 大きい/小さい |
| 騒音       | 大きい   | 大きい   | 小さい        | 小さい        |
| 質量       | 大きい   | 大きい   | 小さい        | 小さい        |
| 必要動力   | 大きい   | 大きい   | 小さい        | 小さい        |

## 家庭用の除湿機（除湿乾燥機）
一般家庭用の除湿機、すなわち家電としての除湿機には以下のようなものがある。概ね小型で移動も楽である。
なお、近年では除湿乾燥機の名称で販売されることが多い。これは室内干しをした洗濯物や部屋の結露を乾燥させる目的が多く、かつ、そうした目的を持つ消費者へのアピールのためである。靴などを乾燥させる専用のアタッチメントが、オプションとして用意されているものもある。空気清浄機能などを持ったものもある。特殊なものに、部屋の壁に取り付け、湿気と排熱を外部に放出する備え付け型もある。これであれば、室温は上昇しない。また、押入れ専用の除湿機もある。電源を切っても本体内温度を下げるためファンが約2分間回るので、電源プラグはファン停止を確認してから抜く（いきなりプラグを抜いての強制終了は機器故障のおそれあり）。また健康被害防止の観点から「タンク内に溜まった水は飲用に用いず、（洗浄・植物への水やりなど）雑用水として用いる」よう指示されている。
コンプレッサー式
前述の冷却方式のうち、直膨コイル方式に相当する。いわゆる家庭用のクーラーの冷却風と放熱風が混合され、同時に出るものである。コンビニクーラーなどの商品名のものは、これらの風を別々に出すことができる。実質的には冷風機と同じである。下記のデシカント式に比較して騒音が大きく、気温が低いときは能力が落ちる。部屋の温度上昇は小さく、消費電力もやや小さい。使用冷媒はフロンから代替フロンに代わっている。
デシカント式
前述の吸着方式のうち、ハニカムローター回転式に相当する。シリカゲルやゼオライト等を吸湿剤とし、電気ヒーターで再生する。再生時の高温・高湿の空気を室温の空気（吸湿後の空気）にて冷却し、結露させて回収する。コンプレッサー式に比較して部屋の温度上昇の程度が高く、消費電力も大きい。騒音は小さく、気温が低い冬季でも能力が落ちにくい。吸湿剤がにおいを吸着・放出しやすい。尚、コンデンス式として販売されているものは、デシカント式の改良方式と考えられる。
ハイブリッド式
コンプレッサー式とデシカント式を組み合わせたもの。気温に応じて除湿方式を切り替えることで、年間を通じて安定した除湿性能をもつ。

### 日本国内の主要除湿機メーカー

#### 現在生産中
- アイリスオーヤマ
- コロナ
- シャープ
- トヨトミ
- パナソニック エコシステムズ
- 日立グローバルライフソリューションズ
- 三菱電機
- ムンタース

#### 生産より撤退
- 東芝ライフスタイル
- 三洋電機（パナソニック完全子会社化に伴い親会社「Panasonic」ブランドへ吸収合併）